# 1er régiment de guides
Le 1er régiment de guides (néerlandais : 1ste regiment gidsen) est un ancien régiment de cavalerie de l'armée belge créé par arrêté royal le 24 janvier 1833. Il fusionne en 1994 avec le 2e régiment de guides pour devenir l'école de Cavalerie Blindée - Régiment des Guides.

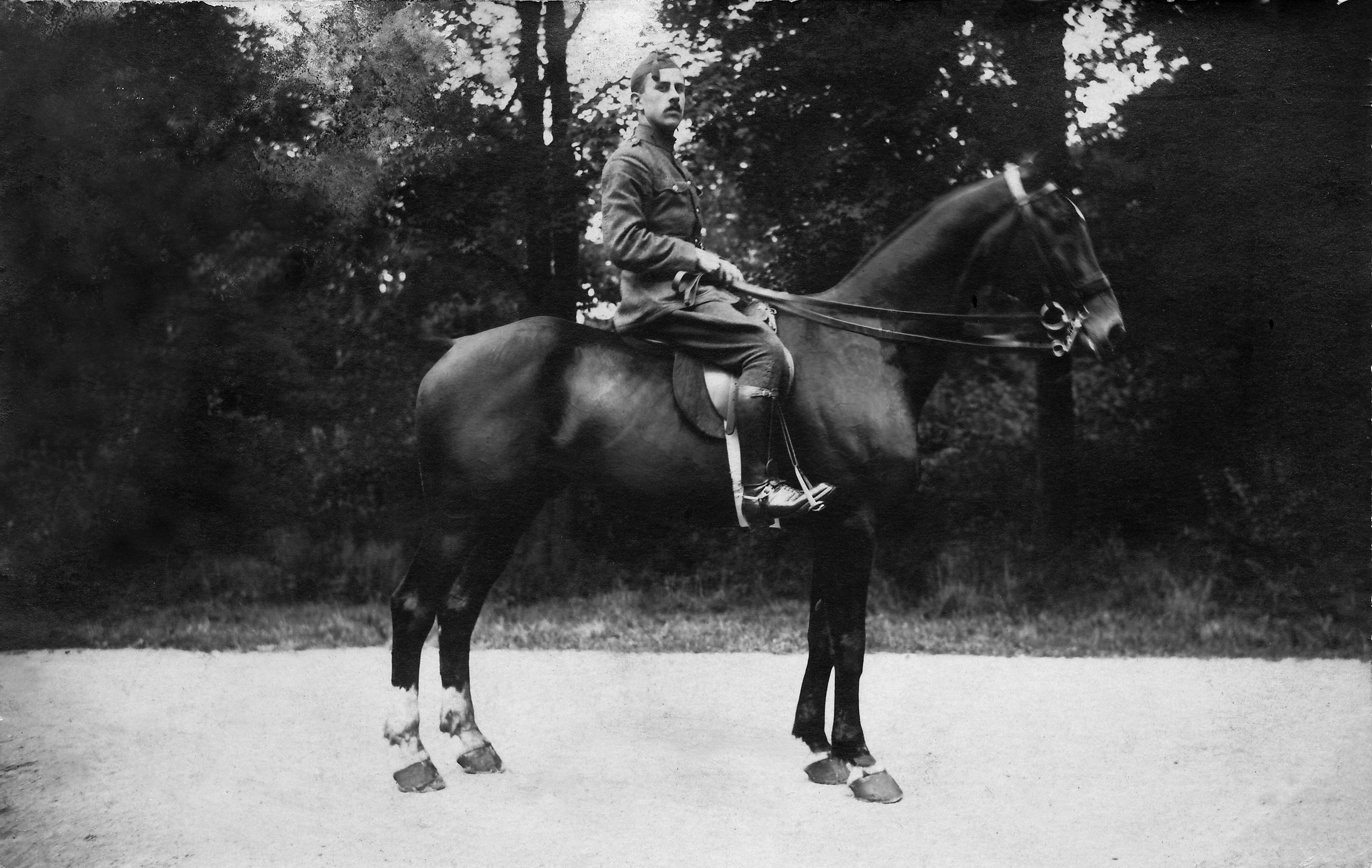
Cavalier du 1er régiment de Guides.

## Historique

### Prémices
Le 16 octobre 1830, peu après la déclaration d'indépendance, le Gouvernement Provisoire ordonne la création de six régiments de cavalerie dont la compagnie franche des Cosaques de la Meuse, composée d'une septantaine de cavaliers provenant d'anciens régiments néerlandais : le Carabiniers no 2, le Hussards no 8 et le Dragons légers no 5. Le 4 février 1831, la compagnie est renommée en Compagnie des guides (officieusement Guides de la Meuse).
Le 6 août 1831 à Hoethalen, 8 août à Kermt et le 15 août à Tirlemont, elle participe aux combats de la campagne des dix-jours.
Par arrêté royal du 28 août 1831, la compagnie devient escadron, est augmentée à 180 cavaliers et prend quartiers à Bruxelles. Il se voit également attribuer la fonction de Garde de corps du Souverain.
Par la création de 2 escadrons supplémentaires les 9 avril et 9 juillet 1832, un Corps des guides est constitué. Il est commandé par le général et ministre de la guerre Constantin d'Hane-Steenhuyse  jusqu'au 21 juillet 1846.

### Régiment des guides
L'arrêté royal du 24 janvier 1833 crée le Régiment des Guides.
En 1860, le Régiment des Guides forme avec le 1er régiment de Cuirassiers la 1re Brigade de Grosse Cavalerie. Cette brigade est supprimée et 1863 et le régiment de cuirassiers est divisé en les 3e et 4e régiments de lanciers. En 1865, le 4e lanciers et le régiment des guides intègrent la 1re division de cavalerie. En 1870, lors de la guerre franco-prussienne, le régiment est mobilisé dans l'armée d'observation déployée à la frontière franco-belge.

### 1errégiment de guides
Tirant leçon de cette mobilisation, le gouvernement arrête le 29 janvier 1874 la création du 2e régiment de guides. Celui-ci est formé à Leuze à partir des 3e et 6e escadrons du Régiment des Guides ainsi que de l'état-major et de deux escadrons de l'école de Cavalerie qui est dissoute pour l'occasion. Le Régiment des Guides est à ce moment renommé en 1er régiment de guides.
Ils forment la 2e brigade de cavalerie jusqu'en 1889 où ils forment la 1re brigade de la 1re division de cavalerie.

#### Première Guerre mondiale
Le 12 août 1914, il participe à la bataille de Haelen. Il mettra pied à terre pendant 4 ans pour combattre dans les tranchées.
Le 19 octobre 1918, il effectue à Burkel près de Maldeghem la dernière charge de cavalerie de la guerre.

#### Entre-deux-guerres
Le 17 novembre 1918, le régiment reçoit l'ordre de se rendre en Allemagne pour occuper la Rhénanie. Il passe la frontière le 22 novembre et la mission de tenir la zone entre le Rhin et les frontières néerlandaise et belge lui est assignée. En 1919, il est envoyé à Aix-la-Chapelle, puis entre juin et août de la même année à Xanthen avant de retourner à Aix jusqu'au 4 décembre 1919.
En 1923, un détachement part occuper la Ruhr puis en septembre tout le régiment remplace à Duisbourg le 2e guides jusqu'au 7 janvier 1924.
Le 15 mars 1926, le 2e guides est dissous et intégré au 1er guides.
En 1937, le régiment est complètement motorisé avec des motos et des side-cars.
En 1939, le Régiment est versé avec le 2e Lanciers, le 3e Lanciers, les 1er et 3e Cyclistes et le 17e d’Artillerie à la 1re division de cavalerie. Avec la 1re division des Chasseurs Ardennais, ils formeront le Groupement K.
Un escadron d'auto-blindées du corps de cavalerie composé de 8 chars Renault AMC 35 sera constitué le 1er septembre 1939 à partir de 4 équipages du 1er guides et 4 du 2e lanciers. 5 chars seront détruits durant la campagne des 18 jours.

#### Seconde Guerre mondiale
Mai 1940, il est en position de surveillance sur l’Ourthe avec le 2e régiment de chasseurs à cheval et les cyclistes.
Le 12 mai il se replie sur la Gette et combat les 13 et 14 mai pour permettre aux blindés français de se replier et aux troupes belges de prendre position sur la Dyle. 
Le 28 mai, l'armée belge capitule, le régiment est de facto dissout.

#### Après-guerre
En 1945, le 1er régiment blindé de cavalerie est constitué. Il est renommé 1er régiment de guides le 8 mars 1946 mais conserve ses traditions. C'est alors un régiment de reconnaissance équipé de T17E1 (Staghound) et de scout-cars Daimler MK II.
Il participe à l'occupation en Allemagne (Leverkusen, Schlebusch, Lennep, Lüdenscheid, Cologne, Junkersdorf et Delbrück)
En 1949, il devient un régiment de chars moyens et reçoit des chars Sherman M4A3 et M4A4
En juin 1950, le Régiment est converti en régiment de chars lourds par l'apport de Sherman Firefly. Il reçoit également 9 Chaffee.
En 1952, le régiment est intégré à la 16e division blindée dans le bataillon de tanks moyens. Il reçoit de nouveaux chars en juin 52, des M47 Patton II.
En juillet 1956, le régiment prend ses quartiers à Düren. Il y reste jusqu'en 1972, année de son départ pour Siegen.
Un escadron de marche du 1er régiment de Guides est envoyé dans la province du Katanga du 16 juillet au 19 août 1960.
Le 1er mai 1961, le régiment est dédoublé pour reformer le 2e régiment de guides. Le régiment devient francophone.
En 1970, les chars Léopard font leur arrivée au régiment. Ils subissent des améliorations en 1977.
Du 29 juin au 29 décembre 1992, un peloton participe à la mission de maintien de la paix de la FORPRONU en Croatie (BELBAT 1).
Du 28 juillet au 1er décembre 1993, 3 pelotons participent à la mission BELBAT 4 en Croatie. 
Le 24 juin 1994, le régiment fusionne avec le second régiment de guides pour devenir l'école de Cavalerie Blindée - Régiment des Guides.
Elle est dissoute avec sa brigade en 2002.
Un 1er régiment de Chasseurs à cheval - Guides est créé en 2004. Il disparaît avec la réorganisation de l'armée en 2011 pour devenir le bataillon ISTAR.

## Organisation

### 1833-1870
En 1833, il est composé de :
- 1 état-major,
- 4 escadrons,
- 1 escadron de dépôt.

En 1837, il se voit adjoindre un demi-escadron de réserve.
Le 31 mars 1839, à la suite de la déclaration de guerre par les Pays-Bas, le régiment est temporairement augmenté de deux escadrons.
En 1885, un cinquième escadron s'ajoute.

### 1938-1940
En 1938, il est composé de :
- 1 état-major,
- 2 escadrons de blindés légers (équipés chacun de 4 canons tractés antichars de 47 mm et de side-car avec une mitrailleuse Hotchkiss),
- 4 escadrons motos,
- 1 peloton dépôt et parc,
- 1 peloton école (qui est l'escadron régimentaire armé de 7 T15 et 4 T13)

### 1950-1951
Il est composé de :
- 2 escadrons de 3 pelotons de 4 chars Firefly,
- 1 escadron administratif et de soutien.

En 1951, un escadron supplémentaire de Firefly lui est adjoint.

### 1952-1960
Il est composé de :
- 1 escadron état-major,
- 4 escadrons de chars M47 Patton.

### 1960-1994
Il est composé de :
- 1 escadron état-major et services
- 3 escadrons sabres (A, B et C) de 3 pelotons de 4 chars + 1 char par chef d'escadron + 1 char pour le chef de corps soit 40 chars Léopard I A3 réceptionné par l'armée belge entre 1968 et 1971.
- 1 peloton de reconnaissance
- 1 détachement médical.

En 1975, l'organisation des escadrons sabres est modifiée. Les escadrons A et B comportent désormais 4 pelotons de 3 chars et l'escadron C seulement 3 pelotons de 3 chars.

## Étendard
L'étendard du 1er régiment de guides fut attribué par le roi Léopold Ier le 17 décembre 1833 sur la Place Royale. Il porte les inscriptions suivantes :
- Anvers
- Haelen
- Burkel
- Campagne 1914 - 1918
- La Gette.

Il porte également la fourragère de l'Ordre de Léopold de 3e classe.
Durant la seconde guerre mondiale, il fut caché à l'abbaye de Saint-André-lez-bruges.
Il a été remis au Musée de l'armée le 24 février 2005.

## Sources
- Site de l'armée belge
- Site personnel d'un ancien guide